# Luciano Pons
Luciano Daniel Pons (Rosario, Argentina; 18 de abril de 1990) es un futbolista argentino que juega como delantero en el Atlético Bucaramanga, de la Categoría Primera A de Colombia.

## Trayectoria
La carrera de Pons comenzó en 2009 con Argentino de Rosario en el que permaneció cinco años y marcó treinta y siete goles en ciento siete partidos ligueros; en Primera C y Primera D hasta 2014. 
En 2012 fichó cedido por el Aragua de la Primera División de Venezuela. Marcó dos goles frente a Deportivo Anzoátegui y Estudiantes (M), en siete partidos con el club. Luego de regresar a Argentino de Rosario fue cedido al Jorge Newbery del Torneo Argentino B. El 30 de junio de 2014 fue fichado por el  San Miguel, posteriormente anotó treinta y cuatro veces en dos temporadas. 
Luego completó un movimiento al Atlanta de la Primera B Metropolitana antes de la campaña 2016. Marcó en su segunda apertura, anotando el gol de la victoria ante Estudiantes (BA) el 27 de febrero, esa fue la apertura de ocho en su temporada de debut que precedió a cinco más en el siguiente 2016-17. En agosto de 2017 se incorporó al Flandria de la Primera B Nacional, marcó diez goles con el club, incluido uno contra San Martín de Tucumán, que terminó fichando a Pons antes de su regreso a la Primera División argentina el 1 de julio de 2018. Marcó cuatro goles en la máxima categoría, aunque descendió. 
Permaneció con San Martín en Primera B Nacional, y luego anotó doce goles en la campaña 2019-20; que incluyó un triplete sobre Quilmes el 14 de octubre de 2019. El club estaba ubicado en la cima de la tabla en el momento de la reducción de la temporada debido a la pandemia de COVID-19. En agosto de 2020, se unió a Banfield de Primera División.
El 11 de enero de 2022, fichó por Independiente Medellín de Colombia por el resto del año.

## Estadísticas

### Clubes
Actualizado a la fecha del 18 de agosto de 2025.
| Club                              | Div.          | Temporada     | Liga  | Liga  | Copas nacionales | Copas nacionales | Torneos internacionales | Torneos internacionales | Total | Total | Media goleadora |
| Club                              | Div.          | Temporada     | Part. | Goles | Part.            | Goles            | Part.                   | Goles                   | Part. | Goles | Media goleadora |
| --------------------------------- | ------------- | ------------- | ----- | ----- | ---------------- | ---------------- | ----------------------- | ----------------------- | ----- | ----- | --------------- |
| Argentino de Rosario Argentina    | 4.ª           | 2009-10       | 21    | 3     | —                | —                | —                       | —                       | 21    | 3     | 0.14            |
| Argentino de Rosario Argentina    | 5.ª           | 2010-11       | 27    | 9     | —                | —                | —                       | —                       | 27    | 9     | 0.33            |
| Argentino de Rosario Argentina    | 5.ª           | 2011-12       | 25    | 12    | 1                | 0                | —                       | —                       | 26    | 12    | 0.46            |
| Argentino de Rosario Argentina    | 5.ª           | 2013-14       | 28    | 12    | 1                | 0                | —                       | —                       | 29    | 12    | 0.41            |
| Argentino de Rosario Argentina    | Total club    | Total club    | 101   | 36    | 2                | 0                | 0                       | 0                       | 103   | 36    | 0.35            |
| Aragua F. C. · Venezuela          | 1.ª           | 2012-13       | 7     | 2     | —                | —                | —                       | —                       | 7     | 2     | 0.29            |
| Aragua F. C. · Venezuela          | Total club    | Total club    | 7     | 2     | 0                | 0                | 0                       | 0                       | 7     | 2     | 0.29            |
| C. A. San Miguel Argentina        | 5.ª           | 2014          | 16    | 8     | —                | —                | —                       | —                       | 16    | 8     | 0.50            |
| C. A. San Miguel Argentina        | 4.ª           | 2015          | 35    | 24    | —                | —                | —                       | —                       | 35    | 24    | 0.69            |
| C. A. San Miguel Argentina        | Total club    | Total club    | 51    | 32    | 0                | 0                | 0                       | 0                       | 51    | 32    | 0.63            |
| C. A. Atlanta Argentina           | 3.ª           | 2016-17       | 31    | 13    | 1                | 0                | —                       | —                       | 32    | 13    | 0.41            |
| C. A. Atlanta Argentina           | Total club    | Total club    | 31    | 13    | 1                | 0                | 0                       | 0                       | 32    | 13    | 0.41            |
| C. S. y D. Flandria Argentina     | 2.ª           | 2017-18       | 22    | 10    | —                | —                | —                       | —                       | 22    | 10    | 0.45            |
| C. S. y D. Flandria Argentina     | Total club    | Total club    | 22    | 10    | 0                | 0                | 0                       | 0                       | 22    | 10    | 0.45            |
| San Martín (T) Argentina          | 1.ª           | 2018-19       | 12    | 4     | 1                | 0                | —                       | —                       | 13    | 4     | 0.31            |
| San Martín (T) Argentina          | 2.ª           | 2019-20       | 20    | 12    | 2                | 0                | —                       | —                       | 22    | 12    | 0.54            |
| San Martín (T) Argentina          | Total club    | Total club    | 32    | 16    | 3                | 0                | 0                       | 0                       | 35    | 16    | 0.46            |
| C. A. Banfield Argentina          | 1.ª           | 2020-21       | —     | —     | 12               | 4                | —                       | —                       | 12    | 4     | 0.33            |
| C. A. Banfield Argentina          | 1.ª           | 2021          | 21    | 1     | 11               | 2                | —                       | —                       | 32    | 3     | 0.09            |
| C. A. Banfield Argentina          | Total club    | Total club    | 21    | 1     | 23               | 6                | 0                       | 0                       | 44    | 7     | 0.16            |
| Independiente Medellín · Colombia | 1.ª           | 2022          | 49    | 17    | 4                | 1                | 7                       | 2                       | 60    | 20    | 0.33            |
| Independiente Medellín · Colombia | 1.ª           | 2023          | 47    | 8     | 4                | 1                | 12                      | 5                       | 63    | 14    | 0.22            |
| Independiente Medellín · Colombia | Total club    | Total club    | 96    | 25    | 8                | 2                | 19                      | 7                       | 123   | 34    | 0.28            |
| Universidad de Chile · Chile      | 1.ª           | 2024          | 22    | 3     | 5                | 1                | —                       | —                       | 27    | 4     | 0.15            |
| Universidad de Chile · Chile      | Total club    | Total club    | 22    | 3     | 5                | 1                | 0                       | 0                       | 27    | 4     | 0.15            |
| Atlético Bucaramanga · Colombia   | 1.ª           | 2025          | 20    | 11    | 4                | 2                | 7                       | 3                       | 31    | 16    | 0.52            |
| Atlético Bucaramanga · Colombia   | Total club    | Total club    | 20    | 11    | 4                | 2                | 7                       | 3                       | 31    | 16    | 0.52            |
| Total carrera                     | Total carrera | Total carrera | 403   | 149   | 46               | 11               | 26                      | 10                      | 475   | 170   | 0.36            |
| 1. 2. 3.                          |               |               |       |       |                  |                  |                         |                         |       |       |                 |

## Palmarés

### Títulos nacionales
| Título     | Club                 | País  | Año  |
| ---------- | -------------------- | ----- | ---- |
| Copa Chile | Universidad de Chile | Chile | 2024 |